# Gerhard Funke
Gerhard Funke (Staßfurt, 21 maggio 1914 – Eutin, 22 gennaio 2006) è stato un filosofo e professore universitario tedesco.

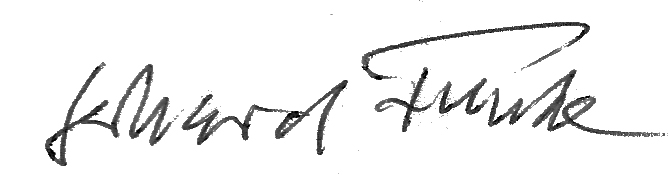
Firma di Gerhard Funke nel 1994

Fu presidente della Kant-Gesellschaft dal 1973 al 1993.

## Biografia
Dopo aver frequentato il ginnasio a Dessau, Gerhard Funke interruppe gli studi per completare il servizio di leva. In seguito, iniziò a studiare filosofia, psicologia, storia, tedesco e romanistica. Frequenta la Rheinische Friedrich-Wilhelms-Universität Bonn con Erich Rothacker, Ernst Robert Curtius e Heinrich Lützeler. 
Studiò anche alla Albert-Ludwigs-Universität di Friburgo con Martin Heidegger e all'Università di Jena con Bruno Bauch. Conseguì il dottorato nel 1938 con una tesi intitolata Der Möglichkeitsbegriff in Leibnizens System ("Il concetto di possibilità nel sistema di Leibniz").
Fu quindi nominato docente alla Sorbona e all'École normale supérieure di Parigi, anche per motivi politici, finché nel 1939 prese servizio come docente a Pamplona e Santander. Prestò servizio come ufficiale durante la Seconda guerra mondiale fino al 1945 e fu ferito più volte.
Nel 1947 completò l'abilitazione all'insegnamento universitario con la tesi intitolata Maine de Biran – philosophisches und politisches Denken zwischen Ancien Régime und Bürgerkönigtum in Frankreich (Maine de Biran: Maine de Biran - pensiero filosofico e politico tra l'Ancien Régime e la regalità borghese in Francia). Lavorò poi come docente privato a Bonn fino al 1957. 
Dopo un anno (dal 1958 al 1959) trascorso come professore a Saarbrücken, si trasferì all'Università Johannes Gutenberg di Magonza, dove rimase fino al suo pensionamento, succedendo a Gottfried Martin. Fu rettore dell'università dal 1965 al 1967.
Insieme a Gottfried Martin, rifondò la Kant-Gesellschaft a Magonza e partecipò alla ricostituzione del Centro di ricerca su Kant. Nel 1974, 1981 e 1990 fu responsabile dell'organizzazione di congressi internazionali su Kant. 
Fu professore ospite in Argentina, Bolivia, India, Giappone, Porto Rico, Stati Uniti e Venezuela.
Trascorse gli ultimi anni della sua vita a Bosau, sul Lago di Plön. La sua biblioteca privata fa ora parte delle collezioni storiche della Biblioteca centrale e statale di Berlino.
Funke è stato membro del consiglio della Kant-Gesellschaft, co-editore di Kant-Studien e membro dell'Accademia di Scienze e Lettere di Magonza. Nel 1988/89 fu vicepresidente del gruppo di lavoro di Gottinga.

## Ricerca filosofica
Le sue pubblicazioni coprono un'ampia gamma di argomenti filosofici. Tra queste, una raccolta di saggi intitolata Zur transzendentalen Phänomenologie (1957), monografie su Gewohnheit (1958), Phänomenologie - Metaphysik oder Methode? (1968), Von der Aktualität Kants (1979) o il Bestiarium philosophicum (1976), pubblicato con uno pseudonimo.

## Premi e riconoscimenti
- Vicepresidente della Société européenne de culture (1964-1972), Consiglio di amministrazione 1972-1993;
- Membro dell'Institut international de philosophie di Parigi (1972);
- Membro del Centro Superiore di Logica e Scienze Comparate (1972);
- Presidente del 4º, 5º , 6º e 7º Congresso su Kant;
- Membro dell'Accademia di Scienze e Lettere di Magonza (1975);
- Membro della Real Academia de Ciencias Exactas, Físicas y Naturales (1986);
- Presidente del Simposio Husserl di Magonza (1988);
- Membro dell'Accademia austriaca delle scienze;
- Presidente onorario della Kant-Gesellschaft;
- Professore h. c. dell'Universidad Nacional Mayor de San Marcos, Lima;
- Medaglia Aristotele Greco (1978);
- Croce federale al merito su nastro (1979)[5];
- Medaglia del Collège de France (1984).

## Pubblicazioni (selezione)
- Der Möglichkeitsbegriff in Leibnizens System. Köllen, Bonn 1938 (= Dissertation Universität Bonn).
- Maine de Biran. Philosophisches und politisches Denken zwischen Ancien Régime und Bürgerkönigtum in Frankreich. Bouvier, Bonn 1947.
- Zur transzendentalen Phänomenologie. Bouver, Bonn 1957.
- Gewohnheit. Bouvier, Bonn 1958 (2. Aufl. 1961).
- (Hrsg.): Die Aufklärung. In ausgewählten Texten dargestellt und eingeleitet. Köhler, Stuttgart 1963.
- Beantwortung der Frage, welchen Gegenstand die Philosophie habe oder ob sie gegenstandslos sei (= Mainzer Universitätsreden, Bd. 26). Kohl, Mainz 1965.
- Phänomenologie – Metaphysik oder Methode? (= Mainzer philosophische Forschungen, Bd. 1). Bouvier, Bonn 1966 (2. Aufl. 1972).
- Gutenberg im Zeitalter der großen Wende (= Kleiner Druck der Gutenberg-Gesellschaft, Bd. 82). Mainz 1968, ISBN 3-7755-0089-8.
- Verantwortung vor der Gesellschaft oder Verantwortung vor der Sache? Von der Sozialrelevanz des ‚Elfenbeinernen Turmes‘ (= Reden zur Zeit, Bd. 12). Naumann, Würzburg 1976.
- Von der Aktualität Kants (= Mainzer philosophische Forschungen, Bd. 20). Bouvier, Bonn 1979, ISBN 3-416-01415-4.
- Unsere politische Provinz. Verlorener Halt, vergessene Geschichte, verkannte Kultur. Bouvier, Bonn 1988, ISBN 3-416-02157-6.
- Zur Signatur der Gegenwart (= Conscientia, Bd. 15). Bouvier, Bonn 1990, ISBN 3-416-02035-9.
- Abdankung der Bewußtseinsphilosophie? (= Conscientia, Bd. 1). Bouvier, Bonn 1990, ISBN 3-416-02034-0.